# Nalidixinsäure
Nalidixinsäure ist eine synthetisch hergestellte chemische Verbindung aus den Gruppen der Diazanaphthaline und Chinolonen. Durch ihre Wirkung als Gyrasehemmer war sie 1962 die erste als Antibiotikum eingesetzte Verbindung dieser Klasse.

## Gewinnung und Darstellung
Die vierstufige Synthese startet im ersten Schritt mit der Umsetzung von 2-Amino-6-methylpyridin mit Ethoxymethylenmalonsäurediethylester. Das resultierende Zwischenprodukt wird dann zur 1,8-Naphthyridinstruktur zyklisiert. Nach der Verseifung der Ethylestergruppe mit Natronlauge wird die Zielverbindung durch eine N-Alkylierung mittels Ethyliodid erhalten.

## Wirkung
Der Wirkstoff hemmt das Enzym Gyrase in Bakterien. Nalidixinsäure wurde 1962 als hauptsächlich gegen Gram-negative Bakterien wirksames Antibiotikum mit niedriger Toxizität entdeckt (LD50 bei oraler Gabe in Mäusen von ca. 3 g·kg−1). Von Nalidixinsäure ausgehend wurde nach ähnlichen, aber wirksameren Antibiotika gesucht. Im Folgenden wurde es durch die wesentlich wirksameren Fluorchinolone verdrängt.
Nalidixinsäure ist gegen Gram-positive und Gram-negative Bakterien wirksam.
In geringer Konzentration wirkt es bakteriostatisch, das heißt, es verhindert die Vermehrung von Bakterien, während es in höheren Konzentrationen bakterizid wirkt und diese abtötet.

## Verwendung
Eingesetzt wird es hauptsächlich, um Infektionen der Harnwege zu behandeln, die von
Escherichia coli, Proteus, Shigellen, Enterobacter oder Klebsiella verursacht werden. Der Wirkstoff befindet sich aufgrund von raschen Resistenzentwicklungen und einem engen Wirkungsspektrum in Europa nicht mehr im Handel. Eine bessere Alternative der Chinoloncarbonsäuren der ersten Generation stellt die Pipemidsäure dar, welche durch einen 7-Piperazinyl-Substituenten auch gegen gramnegative Erreger wirksam ist.

## Handelsnamen
- Wintomylon (Brasilien, a. H.)